# Megarthroglossus cavernicolus
Megarthroglossus cavernicolus är en loppart som beskrevs av Mendez et Haas 1972. Megarthroglossus cavernicolus ingår i släktet Megarthroglossus och familjen mullvadsloppor. Inga underarter finns listade i Catalogue of Life.